# Wiprechtkirche Eula

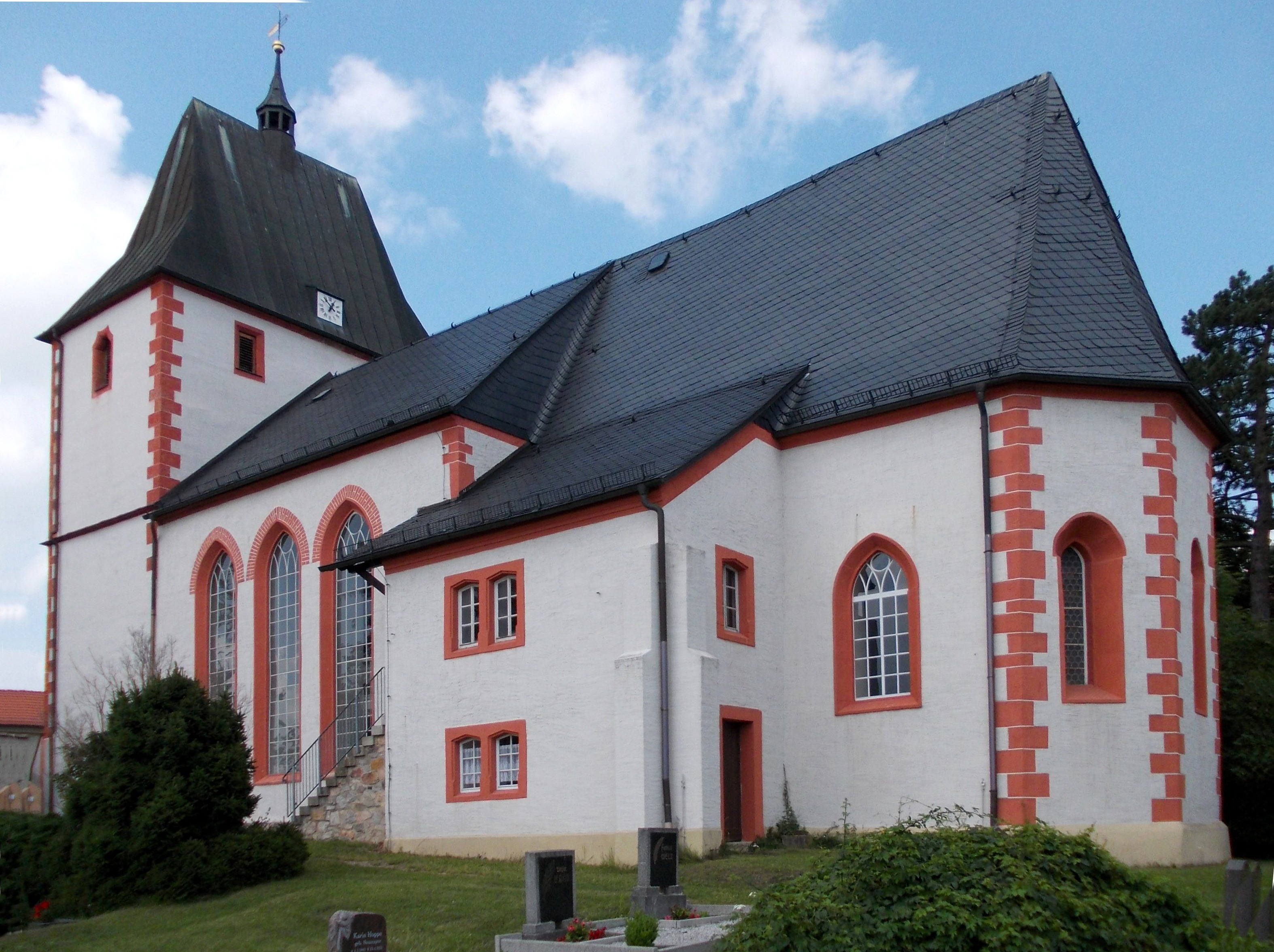
Wiprechtkirche Eula (2012)

Die Wiprechtkirche – auch Wiprechtskirche oder Wyprechtskirche genannt – in Eula, einem Ortsteil von Borna, südlich von Leipzig, ist eine Kirche der Evangelisch-Lutherischen Kirchgemeinde im Leipziger Neuseenland innerhalb der Evangelisch-Lutherischen Landeskirche Sachsens. Sie steht als Kulturdenkmal unter Denkmalschutz (ID 09259065). Das Gotteshaus zählt zu den ältesten in Sachsen, es ist auch das älteste Gebäude im Dorf und weit über die Aue des Flusses Eula zu sehen.
Ihr heutiger Name, den sie offiziell seit 1950 trägt, verweist auf Markgraf Wiprecht von Groitzsch. Das ursprüngliche Patrozinium war wahrscheinlich Clemens von Rom.

## Geschichte

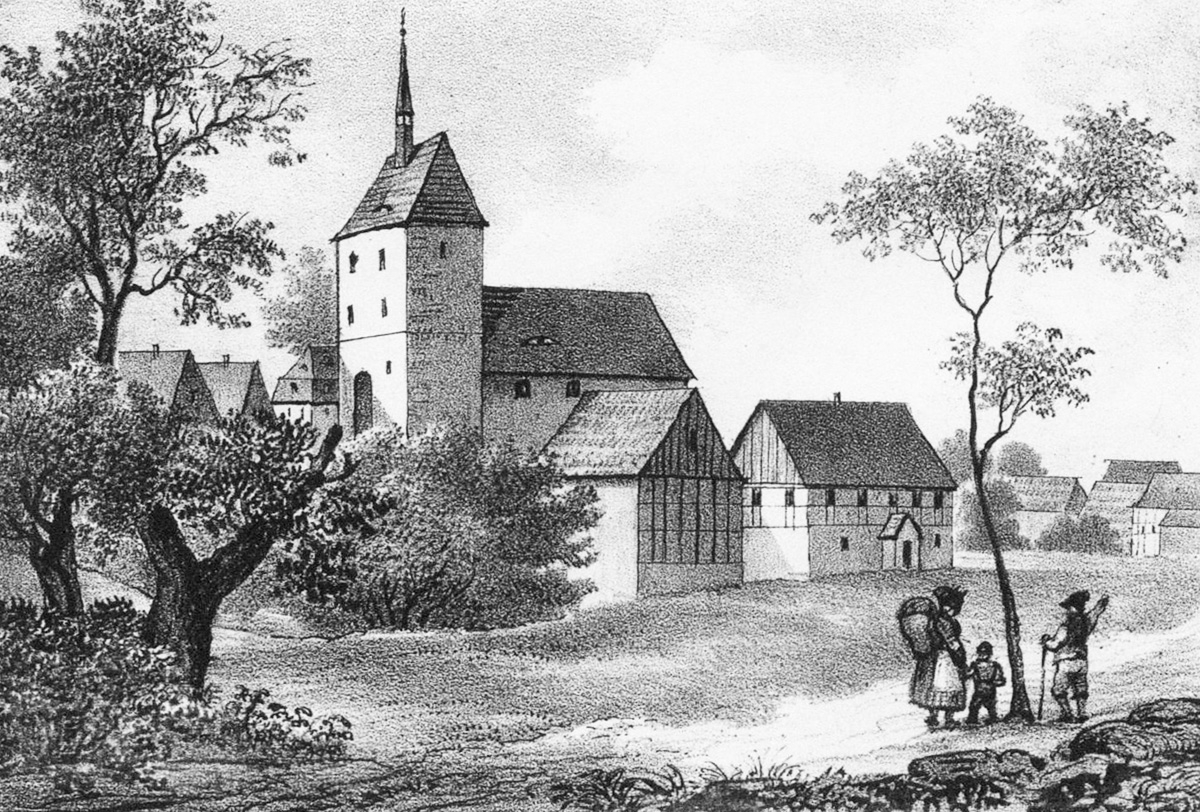
Historische Ansicht von 1841

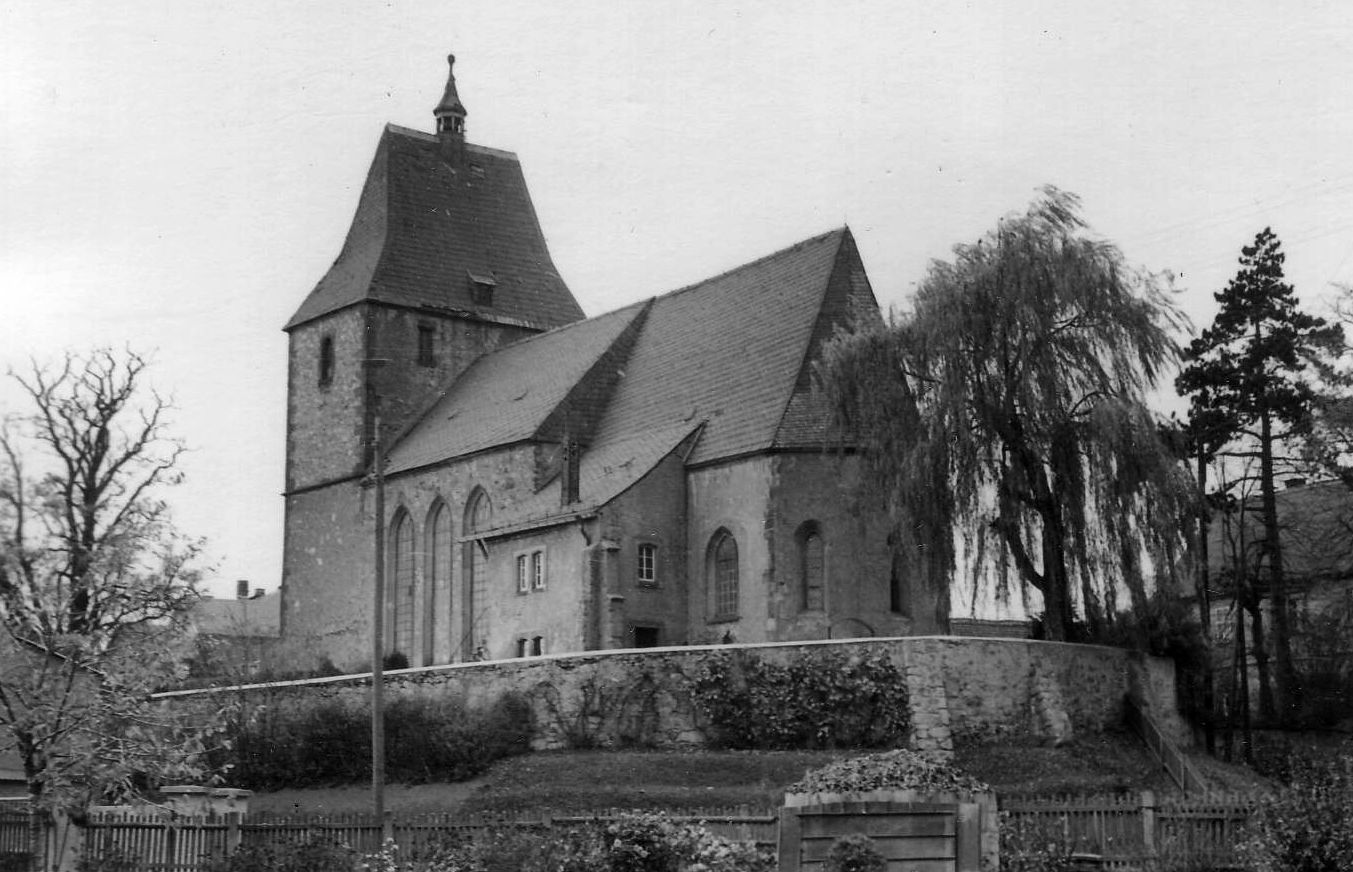
Wiprechtskirche um 1978

Eine Kirche in Eula bestand bereits zur Mitte des 11. Jahrhunderts als eine der ersten Kirchen in Sachsen. Sie wurde von dem 1046 erloschenen Geschlecht der Ekkehardiner gegründet und war Mutterkirchspiel der Pfarreien östlich der Weißen Elster.
Laut den um 1149 verfassten Pegauer Annalen soll Wiprecht von Groitzsch 1090 die jetzige Kirche gestiftet haben. Er war mit dem Haus der Wettiner verschwägert und unterstützte die deutsche Ansiedlung zwischen Elster und Mulde. Auf einer seiner Reisen zwischen Leisnig und Groitzsch habe er im Jahr 1090 in Hyla eine lignea basilica, eine hölzerne Kirche, vorgefunden. Nach seiner Gewohnheit sei er mit seinem Begleiter hineingegangen, um zu beten. Da habe er gesehen, wie der Reliquienschrein auf dem Altar sich öffnete, und ein blendender Glanz habe ihn mit Entsetzen erfüllt. Auch sein Begleiter sei erschrocken, habe jedoch nichts gesehen. Daraufhin habe Wiprecht beschlossen, auf eigene Kosten die steinerne Kirche zu errichten.
Um 1500 erfolgte der Umbau von Saal und Chor, dabei erhielt die Kirche mit mächtigem Wehrturm ihre spätgotischen Formen. Für den neuen Chor wurde ein gotischer Schnitzaltar angefertigt. Im Mittelschrein standen als Schnitzfiguren eine Madonna mit Kind, die heilige Katharina von Alexandrien und ein heiliger Papst, vermutlich der Patroziniumsheilige Clemens von Rom. Die Flügel enthielten die zwölf Apostel. Auf die Außenseiten der Flügel waren die vierzehn Nothelfer aufgemalt. 1858 wurde die Kirche umgebaut, das Kirchenschiff wurde erhöht und Schiff und Chor von einem gemeinsamen Dachstuhl überspannt. Das Kirchenschiff erhielt große Fenster an der Südwand. Bei diesem Umbau wurde auch der um 1505 geschaffene gotische Flügelaltar entfernt. Das Retabel gelangte zusammen mit einer ebenfalls gotischen Marienstatue ins Museum in Dresden, wo beides am 13. Februar 1945 beim Luftangriff auf Dresden verbrannte.
Das Gotteshaus wurde in den Jahren 2008 und 2009 saniert. Ende Januar 2015 wurde die Sakristei der Wiprechtskirche durch Brandstiftung zerstört. Nach dem Brand, der etwa 220.000 Euro Schaden verursachte und bei dem unter anderem die Krippenfiguren abhandenkamen, war eine erneute Sanierung notwendig. Der Brandstifter wurde 2018 gefasst.

## Architektur

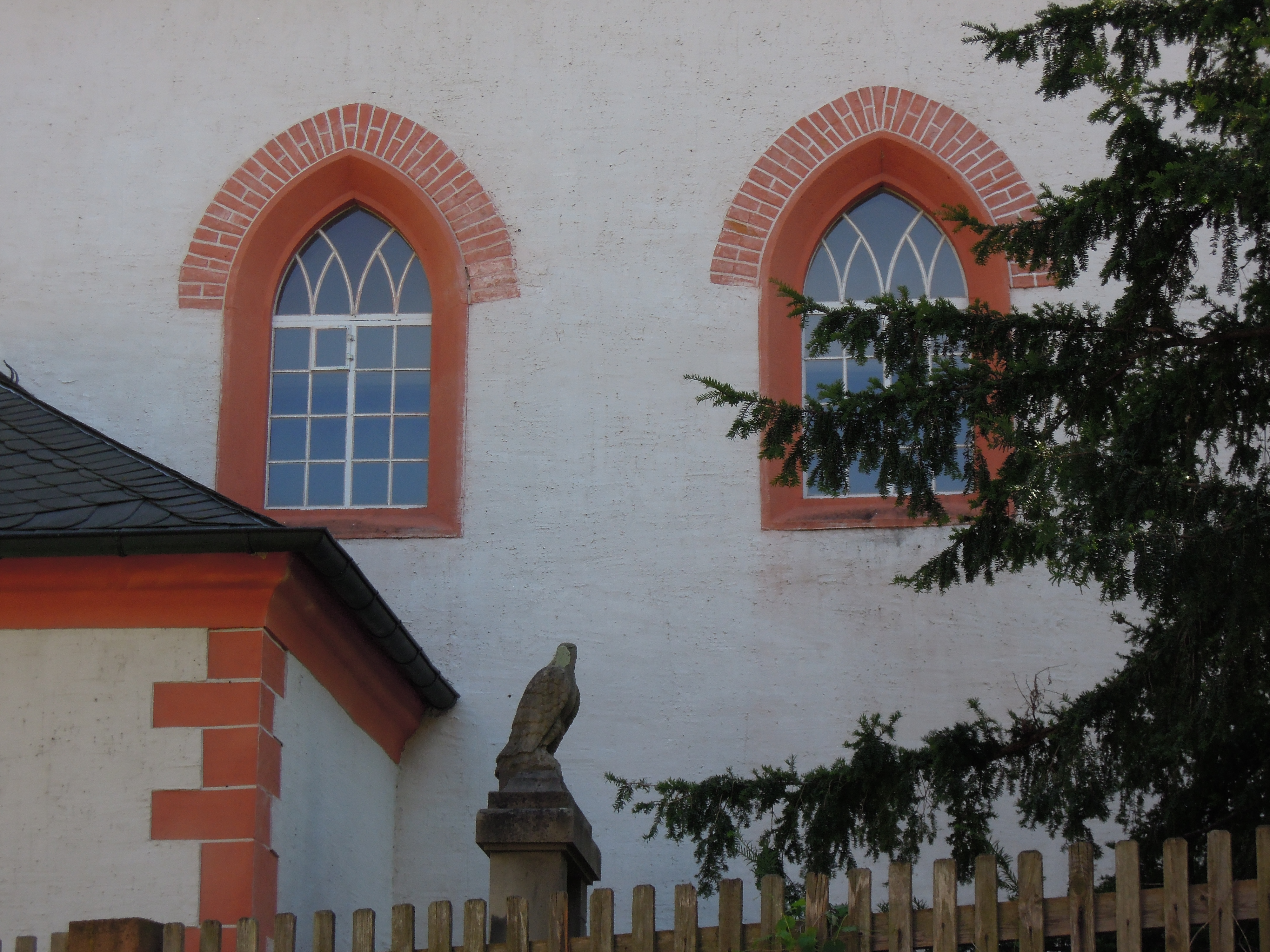
Spitzbogenfenster der Nordwand (2023)

Die im 12. Jahrhundert errichtete Kirche vereint infolge von Umbauten und Erweiterungen im 15. und 19. Jahrhundert Baustile der Romanik, der Gotik und des Historismus. Reste der alten Kapelle werden im bzw. unter dem Altarraum vermutet.
Die Kirche in Eula ist eine Saalkirche. Ihr Baukörper ist ein verputzter Bruchsteinbau mit Porphyr-Eckquaderung, eingezogenem Chor und Spitzbogenfenstern. Der massive westseitige Kirchturm hat Gesims und Walmdach. Das Westportal weist verschränktes Stabwerk auf.
Der Innenraum ist flachgedeckt, der Chor zweijochig mit Kreuzrippengewölbe.

## Ausstattung
Zur Kirchenausstattung gehören ein Triumphkreuz aus der Zeit um 1500, ein um 1900 im Jugendstil geschnitztes Altarkreuz, eine Kanzel und eine Taufe.

## Orgel
1859 vollendete Urban Kreutzbach seine Orgel mit zwei Manualen, Pedal und 18 Registern.

## Geläut
Das Geläut zählt zu den ältesten Kirchen-Geläuten in Sachsen und hat vier historische Bronzeglocken: Die ältesten beiden mit den Schlagtönen a′ und e′′ stammen aus dem Jahr 1441 sowie eine aus dem Jahr 1454 mit dem Schlagton cis′′ (alle drei also aus vorreformatorischer Zeit); die Gießer sind unbekannt. Die jüngste aus dem Jahr 1591 mit nicht bestimmtem Ton wurde von C. Gros gegossen.
Die e′′-Glocke von 1441 hat die Inschrift ave maria gracia plena dvs tecvm (Ave Maria gratia plena Dominus tecum = Gegrüßet seiest Du Maria voller Gnade der Herr ist mit dir, nach Lk 1,28 ). Die größte Glocke verweist mit ihrer Inschrift lucas, marcvs, ioannes, mathevs, sancte clemens ora pro no†[bis] auf das Clemens-Patrozinium.

## Pfarrer
Aus dem Jahr 1341 ist mit Nicolaus der erste namentlich bekannte Pleban überliefert.
Die Pfarrer seit 1522 sind im Pfarrerbuch Sachsen verzeichnet:
- 1522 – Jakob Eschkau
- 1534 – Franz Hartung
- 1544 – Veit Hörnig
- 1563 – Wolfgang Seidel
- 1594 – Paul Jenisch
- 1596 – Bonaventura Rehfeld
- 1614 – Abraham Rehfeld
- 1652 – Christoph Ruprecht
- 1654 – Johann Lossius
- 1684 – Friedrich Poschwitz
- 1702 – Heinrich Feller
- 1735 – Gottlieb Bernhard Weißenborn
- 1778 – Johann Jacob Thryllitzsch
- 1804 – Gottlob Friedrich Holzmüller
- 1839 – Friedrich Wilhelm Steinbrück
- 1881 – Ernst Julius Volkmar Ackermann
- 1906 – Carl Gustav Edmund Streit
- 1925 – Karl Ernst Kohlsdorf
- 1955 – Lothar Zaake

## Gemeinde
Zum Kirchspiel Eula gehörte schon vor 1500 die Kirche von Thierbach als Filialkirche. Seit 2001 ist die Wiprechtkirche Teil der Evangelisch-Lutherischen Kirchgemeinde im Leipziger Neuseenland, zu der insgesamt 24 Dörfer mit achtzehn Kirchen gehören.